# Park Leśny Arkoński

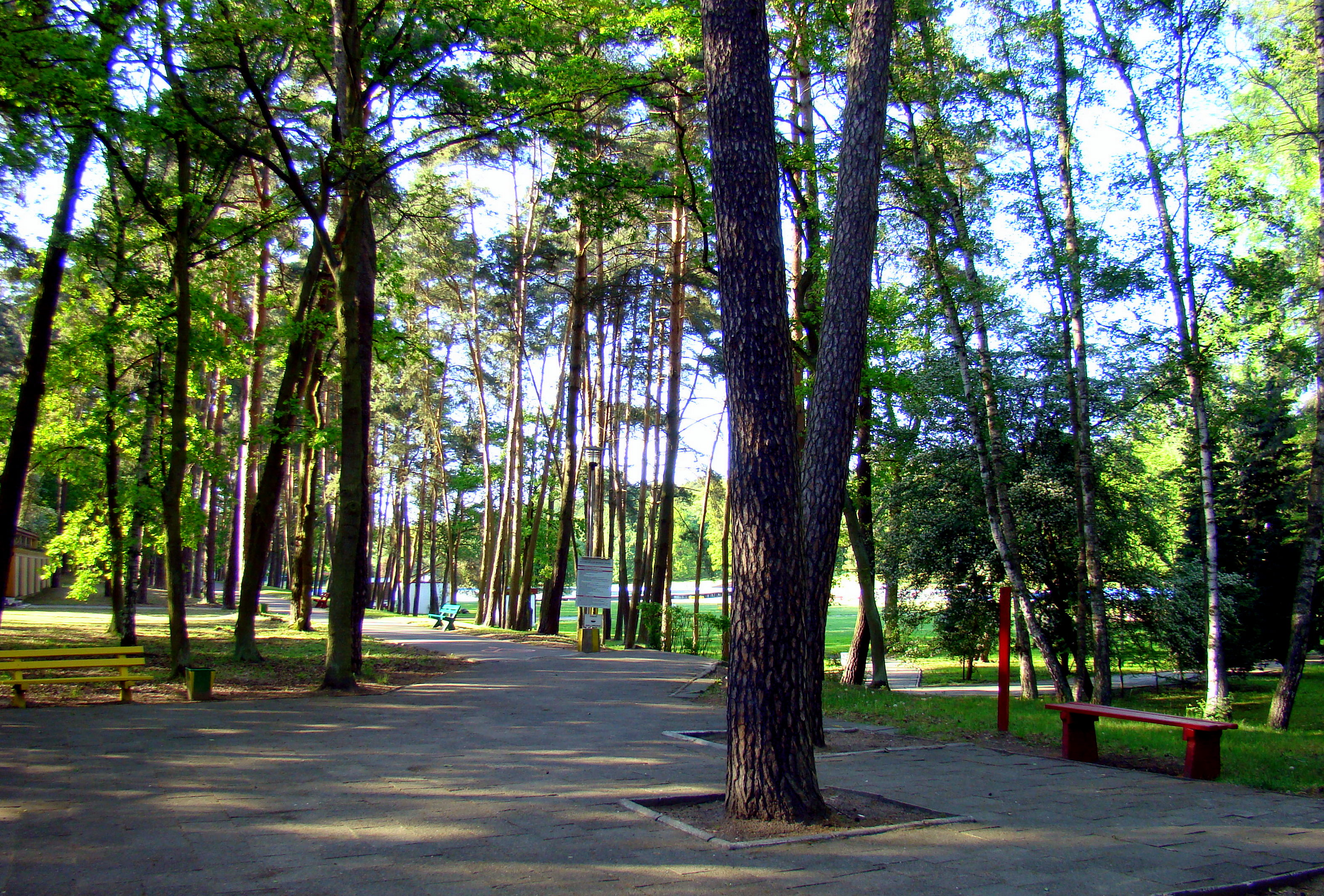
Kąpielisko Miejskie „Arkonka”

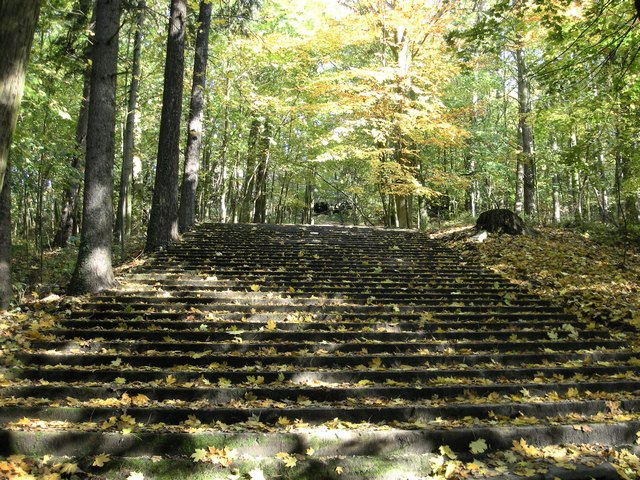
Park Leśny Arkoński: szczyt Wzgórza Arkony z podejściem do Wieży Quistorpa

Park Leśny Arkoński (Uroczysko Las Arkoński) zwany powszechnie Lasem lub Laskiem Arkońskim (do 1945 niem. Eckerberger Wald) – leśny obszar rekreacyjny wchodzący w skład leśnego kompleksu promocyjnego Puszcze Szczecińskie, fragment Puszczy Wkrzańskiej, o powierzchni 976,9 ha, położony w północnej i północno-zachodniej części Szczecina na Wzgórzach Warszewskich. Obejmuje swoim obszarem północne części osiedli Arkońskie-Niemierzyn, zachodnią część osiedla Osów, a także wschodnią granicę osiedla Głębokie.
Zajmuje falisty teren o deniwelacji około 100 m (Płaskowzgórze Warszewskie osiąga wysokość 120 m n.p.m., a jezioro Głębokie 19 m n.p.m.). Las Arkoński porasta las mieszany, w którym występuje sosna zwyczajna, buk zwyczajny oraz dąb, brzoza brodawkowata, topole, olsza czarna. Wiele gatunków zostało wprowadzonych przez człowieka, jak modrzew europejski i daglezja zielona. 
Krajobraz Parku Leśnego jest urozmaicony, znajdują się tu liczne wzniesienia, tj. Wzgórze Arkony (70,3 m n.p.m.) i Wzgórze Sobótki (około 70 m n.p.m.). Przez teren parku przepływa szereg potoków: Osówka, Arkonka, Zielonka, Żabiniec, Kijanka i kilka pomniejszych. Zagłębienia terenu zajmuje kilka małych jezior: Arkonka, Goplany i Głuszec oraz stawy Syrenie Stawy, Cichy Staw, Górny Staw i mniejsze.
Jedną z najurokliwszych części Parku Leśnego Arkońskiego jest Dolina Siedmiu Młynów, która obejmuje część górnego biegu Osówki, pomiędzy osiedlami Głębokie i Osów. Dolina wchodzi w skład zespołu przyrodniczo-krajobrazowego "Dolina Siedmiu Młynów i źródła strumienia Osówka".
Las Arkoński posiada istotne znaczenie na szczecińskiej mapie miejsc przeznaczonych na sport, wypoczynek i rekreację. Znajdują się tu liczne trasy spacerowe (z wyznaczonymi szlakami turystycznymi), kilka punktów widokowych, tor saneczkowy, a nawet wyciąg narciarski. Na terenie Parku Leśnego mieści się ośrodek sportów konnych, a w miejscu dawnego jeziora Arkonka, miejskie kąpielisko. Przy ul. Arkońskiej znajduje się stadion Arkonii Szczecin. W obrębie kompleksu mieści się także Młodzieżowy Ośrodek Socjoterapii im. św. Brata Alberta w Szczecinie.
Południowa część Lasku Arkońskiego wraz z Parkiem Kasprowicza tworzy zespół przyrodniczo-krajobrazowy "Zespół Parków Kasprowicza-Arkoński" o łącznej powierzchni 96,8 ha. 
Las Arkoński jest ważnym miejscem dla rodzimowierców słowiańskich. Nazwa nawiązuje do Arkony – miejsca kultu Świętowita. Członkowie Związku Wyznaniowego „Rodzima Wiara” urządzają w Lesie Arkońskim obchody Jarego Święta, Święta Ognia i Wody (Noc Kupały), Święta Plonów, Dziadów i Święta Godowego.